# 双酪氨酸
双酪氨酸是一种非蛋白胺基酸，能作为酪氨酸的二聚體，分子式C18H20N2O6，CYP56A1、髓过氧化物酶等酶能催化蛋白质上的酪氨酸残基生成酪氨酸-酪氨酸交叉鏈接。